# 国民共和国軍 (ロシア)
国民共和国軍 （こくみんきょうわこくぐん、ロシア語: Национальная республиканская армия, tr. Natsional'naya respublikanskaya armiya、NRA）は、ロシア連邦のプーチン政権を暴力で打倒するためロシア国内で活動するロシア人による地下パルチザングループとされる組織。
このグループは、ロシアの反政府武装勢力の同盟とされるイルピン宣言のメンバーであると主張している。

## 解説
ロシア国家院（下院）元議員のイリヤ・ポノマリョフは、2022年8月に起きたロシア人ジャーナリストのダリア・ドゥギナ暗殺の背後にこのグループがいたことを確認し、「多くのその他のパルチザンの行動がこの数か月でロシア領で実行された」とした。ポノマリョフは、2022年4月以降組織の代表者と「連絡を取っている」と述べた。彼は自身の役割を、ジェリー・アダムズとシン・フェイン党が北アイルランド問題でアイルランド共和国軍暫定派に対して果たしたものに似ていると説明し、自身の役割が宣伝、逃亡者の支援、技術支援の提供に限定されていると主張し、武器の提供については否定した。
コメンテーターはグループに関するポノマリョフの主張について疑問を表明している。ドゥギナ暗殺のメディア報道では、ロシアのNRAの存在や暗殺におけるその役割についての独立した検証はないことを強調している。それにもかかわらず、反体制組織の「ロシア行動委員会」は、ポノマリョフが「ロシア領土へのテロ攻撃を呼びかけた」という理由で、同委員会の「自由ロシア会議」のブラックリストにポノマリョフを載せた。委員会の声明では、ドゥギナは「武力紛争に参加しなかった（民間人）」であることを示唆し、攻撃後のアレクサンドル・ドゥーギンへの非難を「犠牲者家族に対する普通の人間の同情心のむき出しの拒絶」であると非難した。

## 歴史
2022年ロシアのウクライナ侵攻勃発後、ロシア連邦軍の入隊・徴兵センターへの放火事件が各地で報告された。しかし、無政府共産主義者の戦闘組織が主張したものを除いて、散発的な放火事件が組織によるものであることは殆どなかった。
イリヤ・ポノマリョフは2022年4月のこれらの放火事件の黒幕のあるグループに接触したと主張した。ポノマリョフらは、ロシア国内の反プーチンの視聴者を対象とした、ウクライナ首都キーウを拠点とする2つのメディア機関、すなわちYoutubeチャンネル「2月の朝」（ロシア語: Утро Февраля）とテレグラムベースのチャンネルの関連出版物「ロスパルチザン」 (ロシア語: Роспартизан)を立ち上げた。2つの報道機関は、放火や破壊工作を含む直接行動を、指示を与える程度まで奨励していた。
ポノマリョフがキーウ・ポストに語った話では、国民共和国軍のグループは、匿名の放火から、「彼らが有名になる可能性のある脚光を浴びる何か」としてドゥーギンとドゥギナに対する暗殺計画に移行した。ポノマリョフは、暗殺の1週間前にグループの連絡先から「何か大きなこと」を期待するように告げられ、その後に「ニュースを見る」ように指示されたと主張している。暗殺のニュース報道後、ポノマリョフは、グループが実行犯である証拠を提供されたと主張している。ポノマリョフは、ラジオNV（ウクライナ語: Радіо НВ）に同様の説明を行い、彼の連絡先が「関与を証明するために特定の写真を送った」ことを詳述した。
ダリア・ドゥギナ暗殺後、ポノマリョフは「2月の朝」に出演し、これまで知られていなかった国民共和国軍による攻撃であるとし、そのマニフェストを放送で読み上げた。NRAのマニフェストは、ロスパルチザンを通じてテキスト形式でも公開された。その後、ポノマリョフはメドゥーザを含む複数の報道機関と話し、2022年前半の軍の徴兵センターへの攻撃の一部は、NRAの彼の連絡先によるものだと主張した。
国営のタス通信へのリリースで、ロシア連邦保安庁（FSB）は、ドゥギナ暗殺は「ウクライナ市民のナタリア・ヴォフク」（ロシアは彼女がウクライナ特殊部隊の一員であると非難）によるものとし、事件の捜査は「解決した」と宣言した。声明では、ヴォフクがエストニアに逃亡したという。
ポノマリョフはMeduza（メドゥーザ）に対し、彼の情報源はヴォフクは加害者であることを否定しているが、彼女に役割があったかどうかは曖昧なままだと述べた。ポノマリョフからロズパルチザンへのメッセージも、彼女の攻撃への参加を否定したが、匿名の「友人」の要請で彼女はロシアから密かに脱出させられたことを認めた。 
2022年8月22日、ロスパルチザンは共和国軍の「革命軍事評議会」 (ロシア語: Реввоенсовет）と自称するグループからのメッセージを伝えた。メッセージでは、ロスパルチザンが公式メッセージの唯一の情報源となり、ソーシャルメディアアカウントとされるものを否認するとした。 
8月23日、国民共和国軍は、ウクライナ人女性が暗殺者であるというFSBの主張と暗殺者とされる人物に関する広範な詳細 (7月に娘と一緒にロシアに到着し、ドゥギナと同じ建物内のアパートを借りたことやナンバープレートのことなど) を嘲笑し、「殺人の翌日にこのすべてが明らかになった――これが捜査の速さだ！」と述べた。NRAは、この濡れ衣を着せられたウクライナ人女性は、占領されたマリウポリからの難民である可能性が最も高いと述べた。NRAのロスパルチザンは、「占領された都市からロシアを経由してヨーロッパに逃れているそのような女性が何千人もいる。このストーリーを流すことは、プーチン大統領の特別サービスにとって非常に都合がいい。彼らは『有罪』を見つけたが、何も示す必要はない」と述べた。 
8月31日、ロシア義勇軍団と自由ロシア軍団、国民共和国軍の間の協力に関する宣言がキーウ州イルピンで調印された。組織は政治センターを設立することでも合意した。政治センターの目的は、様々な国の国家当局の前で彼らの利益を代表し、共同の情報政策を組織することであった。イリヤ・ポノマリョフが政治センターを率いる。
2022年10月18日、NRAとつながりがあると自称するコンピューターハッカーのグループがキ－ウ・ポストに連絡をとり、彼らがTechnoservと、ロシアに国家安全保障および防衛契約サービスを提供する他の十数社近くの企業をハッキングしたと主張した。10月19日、このグループは 1.2テラバイト相当のデータのダンプ全体を公開した。コンピューターの専門家は、Technoservを「ロシア政府の設計者である人達」と表現し、このハッキングは「アーキテクチャネットワーク、データベース、クラウドソリューション、その他のロシア政府にとって極めて重要な情報へのアクセス」を示している可能性が高いと説明した。
2023年4月4日、国民共和国軍は声明を発表し、サンクトペテルブルクのカフェで開催されたイベントでの講演中に（爆弾の）爆発で死亡した、親ロシア軍事ブログ宣伝活動家ウラドレン・タタルスキー（マクシム・フォミン）の暗殺を手配したと主張した。

## メディアへの説明
2022年9月1日時点、NRAの代弁者であるとされているのは、イリヤ・ポノマリョフと、正体不明の過激派「アレクサンドル」の2人である。

### ポノマリョフの説明
ポノマリョフは、キーウ・ポストのジェイソン・ジェイ・スマートのNRAについての英語インタビューに応じた。インタビューで、ポノマリョフは、グループを支持する一方で、グループのメンバーでないことや、直接的な予知もないと述べた。
ポノマリョフの説明では、NRAは組織というより「ネットワーク」であり、区画化され自律的な細胞で構成されているという。彼は、このグループは「やや左寄りの傾向」があり、「社会正義を受け入れ、オリガルヒを排除し、エリツィンとプーチンの新自由主義のアプローチから遠ざかる」と説明している。

NRAがFSBの単なる隠れ蓑になり得るのではないかとのスマートの質問に対し、ポノマリョフは次のように答えた:
私は、NRAの行動に注目してほしいと思う：（NRAは）軍隊の募集・徴兵事務所を焼き払い、ローンウルフに国を攻撃するよう公然と呼びかけている。FSBはローンウルフによる攻撃を求めることは決してない。制御できないからだ。  
さらに、ロシアの国営メディアがNRAの発表を完全に無視したことは注目に値する。これは、ロシアのFSBが、これが何か新しいもので、理解も制御もできていないことを認識しており、したがって明らかにNRAを懸念していることの表れである
オンライン誌スペクター (ロシア語: Спектр) のインタビューで、ポノマリョフは、インタビュアーのレフ・カディクが、NRAに対するポノマリョフの役割をアイルランド共和国軍暫定派（IRA）に対するジェリー・アダムズとシン・フェイン党の役割に似ていると特徴付けたことに同意し、自身の役割は宣伝、逃亡者の支援、および技術支援の提供に限定されていると主張し、武器の提供を否定した。さらに、ポノマレフは、アフリカ民族会議とその武装組織の民族の槍との関係との類似点を提示した。

### 「アレクサンドル」のインタビュー
2022年9月1日、スマートは、「アレクサンドル」という名前で呼ばれているNRA過激派とされる人物にキーウポストの別のインタビューを行った。インタビューの中でアレクサンドルは、NRAの役割を、ロシアの「エリート」の間で不和を引き起こすことを目的として、「当局、そのイデオロギー、およびそのメディアの手先に対して散発的な攻撃」を行うことであると説明した。 アレクサンドルはまた、（彼らの階級内での不満のため）「私たちの階級には、治安機関と法執行機関の元職員、さらに重要なことには現役の職員がいる」と主張した。

## ロシア行動委員会からのポノマリョフ排除
ポノマリョフの声明に対し、反体制派のロシア行動委員会は同委員会の予定されたイベント「自由ロシア会議」のブラックリストにポノマリョフを入れ、ポノマリョフは委員会が反対する「ロシア領でのテロ攻撃を呼びかけた」と述べた。委員会は、「侵略者の国（ロシア）」の軍事目標に対する武装紛争は支持すると表明した一方で、声明でドゥギナは「武力紛争に関与していない」民間人としてみられていたことを示唆し、委員会は「この犠牲者家族に対する普通の人間の同情の排除」を支持しないとした。
これに対し、ポノマリョフはこの集会を「不作為委員会」と揶揄した。

## シンボル
国民共和国軍の声明によると、同軍は、プーチン当局が辱めた三色旗の代わりに、新ロシアの白青白旗を使用しているという。白青白旗は以前、自由ロシア軍団と、ロシアのニュースチャンネル「2月の朝」が採用していた。白青白旗は元々は平和の象徴、より具体的には2022年ロシアのウクライナ侵攻に対する反対のシンボルとして登場した。

## 組織の存在と主張についての議論
2022年8月21日現在、AP通信とガーディアンが報じた、ダリア・ドゥギナの死とその余波についての記事で、国民共和国軍の犯行声明は確認できなかったと伝えている。2022年8月22日のロイターによる報道では「（ポノマリョフの）主張とグループの存在は独立して検証できなかった」という。
メドゥーザによるポノマリョフへのインタビューで、インタビュアーのSvetlana Reiterと編集者の両方が、ロシアのNRAに関するポノマリョフの主張、ポノマリョフの過去の行動についての懐疑的な見方に言及している。
ジョンズ・ホプキンズ大学ポール・H・ニッツェ高等国際関係大学院のヘンリー・A・キッシンジャー国際問題研究所の特別教授であるセルゲイ・ラドチェンコは、犯行声明とマニフェストの両方が「怪しい」ことがわかったとドイチェ・ヴェレに語った。
キーウ駐在のドイチェ・ヴェレのローマン・ゴンチャレンコ記者は、このグループについては「答えよりも疑問の方が多い」と述べ、グループのマニフェストとされるものには、東ドイツとソ連で1991年まで放映された、ドイツテレビジョン放送の子供向け番組『私たちと一緒にやろう、私たちと同じようにやろう、私たちよりも上手にやろう！』からインスピレーションを得た「我々のように戦おう、我々と共に戦おう、我々よりも上手く戦おう！」(ロシア語: боритесь как мы, боритесь вместе с нами, боритесь лучше нас!) という行動喚起が盛り込まれていると指摘した。